# Campeonato Mundial de Natação em Piscina Curta de 2018 - 4x200 m livre masculino
A prova dos 4x200 metros livre masculino do Campeonato Mundial de Natação em Piscina Curta de 2018 foi disputado no dia 14 de dezembro de 2018, no Hangzhou Sports Park Stadium, em Hangzhou, na China. 

## Recordes
Antes desta competição, os recordes mundiais e do campeonato nesta prova eram os seguintes:
|                       | Nome                                                                                                | Nacionalidade | Tempo   | Local | Data                   |
| --------------------- | --------------------------------------------------------------------------------------------------- | ------------- | ------- | ----- | ---------------------- |
| Recorde mundial       | Nikita Lobintsev (1:42,10) Danila Izotov (1:42,15) Jewgienij Łagunow (1:42,32) Aleksandr Suchorukow | Rússia        | 6:49.04 | Dubai | 16 de dezembro de 2010 |
| Recorde do campeonato | Nikita Lobintsev (1:42,10) Danila Izotov (1:42,15) Jewgienij Łagunow (1:42,32) Aleksandr Suchorukow | Rússia        | 6:49.04 | Dubai | 16 de dezembro de 2010 |

Os seguintes recordes mundiais ou do campeonato foram estabelecidos durante esta competição: 
| Data           | Evento | Nome | Nacionalidade | Tempo   | Notas |
| -------------- | ------ | --- | ------------- | ------- | ----- |
| 14 de dezembro | Final  | Luiz Altamir Melo (1:42.03) Fernando Scheffer (1:40.99) Leonardo Coelho Santos (1:42.81) Breno Correia (1:40.87) | Brasil        | 6:46.81 | ,     |

## Medalhistas
| Ouro | Prata | Bronze                                                                              |
| Brasil · Luiz Altamir Melo · Fernando Scheffer · Leonardo Coelho Santos · Breno Correia · Leonardo de Deus* | Rússia · Martin Malyutin · Mikhail Vekovishchev · Ivan Girev · Aleksandr Krasnykh · Mikhail Dovgalyuk* · Vladislav Grinev* | China · Ji Xinjie · Xu Jiayu · Sun Yang · Wang Shun · Shang Keyuan* · Qian Zhiyong* |

*Participaram apenas das eliminatórias, mas também receberam medalhas.

## Resultados

### Eliminatórias
As eliminatórias ocorreram dia 14 de dezembro com um total de 13 nacionalidades. 
| Colocação | Bateria | Raia | Nacionalidade  | Nadadores                                                                                                   | Tempo   | Notas |
| --------- | ------- | ---- | -------------- | --- | ------- | ----- |
| 1         | 2       | 5    | Rússia         | Mikhail Dovgalyuk (1:43.58) Ivan Girev (1:42.31) Vladislav Grinev (1:43.02) Aleksandr Krasnykh (1:42.26)    | 6:51.17 | Q     |
| 2         | 1       | 5    | Estados Unidos | Kieran Smith (1:43.30) Jack Conger (1:43.33) Jacob Pebley (1:43.50) Zach Harting (1:42.68)                  | 6:52.81 | Q     |
| 3         | 1       | 3    | Itália         | Filippo Megli (1:43.31) Matteo Ciampi (1:43.40) Alessio Proietti Colonna (1:44.75) Mattia Zuin (1:44.51)    | 6:55.97 | Q     |
| 4         | 1       | 4    | China          | Ji Xinjie (1:43.04) Sun Yang (1:43.01) Shang Keyuan (1:45.34) Qian Zhiyong (1:44.69)                        | 6:56.08 | Q     |
| 5         | 2       | 4    | Austrália      | Thomas Fraser-Holmes (1:44.20) Jack Gerrard (1:42.94) Louis Townsend (1:46.32) Alexander Graham (1:44.28)   | 6:57.74 | Q     |
| 6         | 2       | 1    | Brasil         | Fernando Scheffer (1:43.40) Luiz Altamir Melo (1:43.64) Leonardo de Deus (1:46.29) Breno Correia (1:44.93)  | 6:58.26 | Q     |
| 7         | 2       | 6    | Suécia         | Gustaf Dahlman (1:45.23) Simon Sjödin (1:44.74) Adam Paulsson (1:46.03) Christoffer Carlsen (1:43.91)       | 6:59.91 | Q     |
| 8         | 2       | 2    | Portugal       | Miguel Nascimento (1:44.92) Alexis Santos (1:44.48) Gabriel Lópes (1:47.44) Diogo Carvalho (1:45.35)        | 7:02.19 | Q     |
| 9         | 2       | 3    | Japão          | Fuyu Yoshida (1:46.15) Tomoya Takeuchi (1:45.62) Daiya Seto (1:44.56) Hiromasa Fujimori (1:46.32)           | 7:02.65 | R     |
| 10        | 1       | 2    | Lituânia       | Danas Rapšys (1:40.95) Deividas Margevičius (1:45.75) Andrius Šidlauskas (1:49.36) Tadas Duškinas (1:47.33) | 7:03.39 | R     |
| 11        | 1       | 7    | Nova Zelândia  | Bradlee Ashby (1:46.27) Daniel Hunter (1:46.08) Matthew Hyde (1:48.60) Wilrich Coetzee (1:47.20)            | 7:08.15 |       |
| 12        | 1       | 6    | Taipé Chinesa  | Wang Hsing-hao (1:45.96) Wang Kuan-hung (1:46.95) Huang Yen-hsin (1:48.94) An Ting-yao (1:48.17)            | 7:10.02 |       |
| 13        | 2       | 7    | Bulgária       | Antani Ivanov (1:45.87) Yordan Yanchev (1:49.61) Kaloyan Bratanov (1:50.86) Svetlozar Nikolov (1:49.51)     | 7:15.85 |       |

### Final
A final foi realizada em 14 de dezembro. 
| Colocação         | Raia | Nacionalidade  | Nadadores | Tempo   | Notas            |
| ----------------- | ---- | -------------- | --- | ------- | ---------------- |
| Medalha de ouro   | 7    | Brasil         | Luiz Altamir Melo (1:42.03) Fernando Scheffer (1:40.99) Leonardo Coelho Santos (1:42.81) Breno Correia (1:40.98) | 6:46.81 | Recorde mundial  |
| Medalha de prata  | 4    | Rússia         | Martin Malyutin (1:42.34) Mikhail Vekovishchev (1:41.57) Ivan Girev (1:41.85) Aleksandr Krasnykh (1:41.08)       | 6:46.84 | Recorde europeu  |
| Medalha de bronze | 6    | China          | Ji Xinjie (1:42.67) Xu Jiayu (1:41.68) Sun Yang (1:41.25) Wang Shun (1:41.93)                                    | 6:47.53 | Recorde asiático |
| 4                 | 5    | Estados Unidos | Blake Pieroni (1:41.85) Ryan Held (1:43.05) Zach Harting (1:42.92) Zane Grothe (1:42.02)                         | 6:49.84 |                  |
| 5                 | 2    | Austrália      | Alexander Graham (1:42.24) Jack Gerrard (1:44.18) Cameron McEvoy (1:43.74) Thomas Fraser-Holmes (1:42.89)        | 6:53.05 |                  |
| 6                 | 3    | Itália         | Filippo Megli (1:42.62) Matteo Ciampi (1:43.59) Alessio Colonna (1:44.39) Mattia Zuin (1:45.07)                  | 6:55.67 |                  |
| 7                 | 8    | Portugal       | Miguel Nascimento (1:43.16) Alexis Santos (1:43.43) Gabriel Lópes (1:46.06) Diogo Carvalho (1:46.63)             | 6:59.28 | Recorde nacional |
| 8                 | 1    | Suécia         | Gustaf Dahlman (1:46.79) Christoffer Carlsen (1:42.53) Simon Sjödin (1:44.18) Adam Paulsson (1:45.85)            | 6:59.35 | Recorde nacional |

Legenda
| Recorde mundial       | Recorde mundial (World record)               |                       | Recorde africano                      | Recorde africano (African) |                                           | Q | Classificado por posição (Qualified) |
| Recorde do campeonato | Recorde do campeonato (Championship record)  | Recorde da América    | Recorde da América (Americas)         | q                          | Classificado por melhor tempo (Qualified) |   |                                      |
| Melhor marca do ano   | Melhor marca do ano (World leading)          | Recorde asiático      | Recorde asiático (Asian)              | DNS                        | Não largou (Did not start)                |   |                                      |
| Recorde nacional      | Recorde nacional (National record)           | Recorde europeu       | Recorde europeu (European)            | DNF                        | Não terminou (Did not finish)             |   |                                      |
| Recorde pessoal       | Recorde pessoal do atleta (Personal best)    | Recorde da Oceania    | Recorde da Oceania (Oceania)          | DSQ / DQ                   | Desclassificado (Disqualified)            |   |                                      |
| Recorde da temporada  | Recorde da temporada do atleta (Season best) | Recorde sul-americano | Recorde sul-americano (South America) | NM                         | Sem marca (No mark)                       |   |                                      |